# Carl Gustav Wegener
Carl Gustav Wegener (* um 1812 vermutlich in Havelberg, Prignitz; † 18. Februar 1887 in Potsdam) war ein deutscher Landschafts- und Marinemaler. Er wurde vom preußischen König Friedrich Wilhelm IV. protegiert und 1855 zum Kgl. Preußischen Hofmaler ernannt. 
Wegener war Schüler der Berliner Akademie und malte vorwiegend italienische und märkische Landschaften sowie Motive der englischen, holländischen und norwegischen Küste. In den Jahren 1847 bis 1848 unternahm er die für Künstler jener Zeit obligatorische Italienreise. Potsdam wählte er ab 1836 zu seinem Lebens- und Arbeitsmittelpunkt. Das Städtische Museum in Potsdam erwarb im Oktober 1918 aus seinem Nachlass 313 Werke (Gemälde, Aquarelle, Ölstudien und Zeichnungen). 
Wegener, Lehrer berühmter anderer Maler wie Themistokles von Eckenbrecher und Stanislaus von Kalckreuth, malte zumeist romantisch inszenierte Landschaftsbilder, in denen jedoch durchaus eine realistische Malauffassung vertreten wurde.
Wegeners Gemälde waren sowohl in den Sammlungen des Königs von Preußen, als auch in denen bekannter, meist Potsdamer bzw. Berliner Persönlichkeiten wie z. B. Ludwig von Jacobs, vertreten.